# Футубра
Футубра (англ. Futubra, от англ. future — «будущее») — служба мультимедийных микроблогов российской компании Mail.Ru, существовавшая с января по декабрь 2012 года. Сайт был запущен в виде бета-версии 16 января 2012 года, хотя первая информация о будущем запуске сайта появилась ещё в октябре 2011 года.
Сайт был запущен в доменной зоне .com. Футубра изначально проектировалась с возможностью достаточно быстрого перевода на другие языки: «Международные амбиции у нас есть», — заявляли создатели.
Для начала пользования сервисом необходимо было зарегистрироваться, указав имя пользователя, адрес электронной почты и пароль.
В работе над созданием сайта принимали участие 20 человек из команды Mail.Ru Group. Сайт представлял собой внутренний стартап компании Mail.Ru, созданный ячейкой специалистов, управляемой своим руководителем, полностью отвечающим за свой проект. «Футубра» могла независимо распоряжаться своим маркетинговым бюджетом. По словам разработчиков, сайт являлся симбиозом микро-, фото-, видеоблога и многого другого. По словам вице-президента по стратегическим проектам Mail.ru Group Анны Артамоновой, Футубра, несмотря на некоторые сходства с западными аналогами, являлся уникальным продуктом. «Futubra — это проект про интересы, на которые вы можете подписываться. Но этот сервис не такой неудобный, как, например, Facebook, здесь нет неловкости, как в социальных сетях, где нужно проситься в друзья», — заявила она. В результате концепция друзей на портале оказалась размыта — подписываться на пользователей можно было в один клик — без необходимости получать одобрение.
При этом интеграции с другими сервисами Mail.Ru не предполагалась и не была реализована.
По словам руководителя проекта Алексея Терехова, сервис изначально был ориентирован на мобильную функциональность. Существовали приложения для устройств на базе iOS (не ниже версии 4.0), Windows Phone (не ниже версии 7.5 Mango), Symbian и Android. Кроме того, на Футубру можно было зайти с любого другого мобильного телефона, поддерживающего WAP.
За первые сутки работы сервис микроблогов Futubra привлек более 17 тысяч пользователей.
20 декабря было объявлено о закрытии проекта из-за отсутствия устойчивого роста его аудитории.

## История
2012 год
- 16 января сервис заработал в тестовом режиме, хотя сведения о нём просочились в прессу ещё в предыдущем году. Многие из функций не работали или работали некорректно. За первые сутки зарегистрировалось около 17 тыс. чел.[14] «Никакой рекламы, кроме пресс-релиза, […] для проекта не делали»[2]
- 19 января появилась возможность удалять ответы других пользователей к своим сообщениям.[15]
- 23 января пользователи могут заносить других участников в персональный чёрный список. Кроме того, теперь при обнаружении нарушения правил проекта в сообщениях или ответах можно пожаловаться модераторам.[16]
- 2 февраля зарегистрировался 50.000-й пользователь[17].
- 8 февраля сервис перешёл на новый API. Также изменился тип сообщения при написании без перезагрузки, на одной странице стало отображаться больше ответов к сообщению.[18]
- 15 февраля просмотр страниц пользователей стал доступен без регистрации.[19]
- 27 февраля появился поиск пользователей и групп[20] (ранее проект сам предлагал пользователю список популярных пользователей и групп).
- 7 марта появился поиск по сообщениям.[21]
- 16 марта появилась возможность менять свой id[22]
- 11 марта зарегистрировался 60.000-й пользователь.
- 6 апреля зарегистрировался 70.000-й пользователь.[23]
- 3 мая появилась возможность удаления страницы, возможность экспортировать сообщения в любой сервис через RSS[24], стали поддерживаться хештеги[25].
- 4 мая появилась возможность подключать социальные сети к профилю, а именно Facebook, Twitter и ВКонтакте[26]
- 11 июня зарегистрировался 80.000-й пользователь[27].
- 12 июля появились сообщения о глобальном обновлении Футубры. По словам разработчиков, помимо изменения дизайна, сайт собирались превратить «из сервиса микроблогов в медиа-форум». Некоторые ненужные функции должны были быть удалены и добавлены новые[28].
- 20 декабря было объявлено о закрытии проекта из-за отсутствия устойчивого роста его аудитории[11].

## Функциональность
Сайт предоставлял типичную функциональность для сервисов такого типа — возможность публиковать сообщения в свою ленту, включать в посты фотографии и видео, подписываться на сообщения других пользователей. Записи можно сопровождать хештегами и экспортировать на сторонние ресурсы через RSS. Пользователи также могли создавать в постах события и отмечать кнопкой «мне нравится» не только сообщения других пользователей, но и комментарии к ним. Размер одной записи ограничен 200 знаками. Пользователь также мог отправлять посты на свою страницу, находясь на других сайтах, с использованием программы-букмарклета «Закладубра».
Пользователь также мог украсить свою страницу, изменив фон.

### Поиск
На начальном этапе работы поиск на проекте отсутствовал, за исключением разработанного самими пользователями сайта futubratop.com, предоставляющего поиск по группам и именам в Футубре. Сайт сам предлагал пользователю список популярных групп, страниц и пользователей на вкладке «Интересное». Однако впоследствии все же появился полноценный поиск пользователей и групп и по тексту сообщений.

### Группы
Предложение создать группу появлялось в разделе «Популярные группы» Создатель группы мог создавать «чёрные списки» неугодных пользователей. Также есть возможность ограничивать круг пользователей, которые могут отправлять сообщения в группу.

### Сообщения
Футубра давала возможность пользователю публиковать сообщения 6 типов:
- «текст»: ограничен 200 символами,
- «фото»: есть возможность загрузить файл с расширениями bmp, png, jpeg или gif не больше 10МБ с компьютера пользователя или по ссылке из интернета. После загрузки изображение масштабировалось по ширине ленты. Фотографию можно комментировать (размер комментария — до 200 символов).
- «видео»: возможна загрузка по ссылке с сайтов Youtube, Vimeo, Rutube, Видео@Mail.Ru, а также с сайта Вести.ру[35], с комментариями пользователя (до 200 символов).
- «цитата»: данный формат предоставлял для заполнения два поля — собственно для текста (до 200 символов) и для имени автора (до 100 символов).
- «событие»: появлялись три окна под описание события (до 200 символов), даты (до 20 символов) и места его проведения (до 50 символов).
- «скучно»: выводит грустный «смайл».

### Ленты
Сервис предоставлял пользователю разделять свои подписки по интересам на Ленты (по умолчанию их две — «Главная лента» и «Всякая всячина»). Общее число таких лент могло быть не больше 30. Доступ к списку лент пользователь получал, нажав на иконку пользователя в правом верхнем углу (вкладка «Ленты»).
Кроме того, пользователям доступна «Лента читателей», где отображались те, кто читал ваши сообщения, но кого не читали вы.

## Знаменитости
Среди знаменитостей, зарегистрированных на портале (все аккаунты были подтверждёнными) — бизнесмен Олег Тиньков, политик Владимир Жириновский, музыкант и продюсер Сергей Жуков, директор и владелец компании Liveinternet Герман Клименко, российские рок-музыканты Андрей Князев и Дмитрий Спирин, медиапродюсер Константин Рыков, общественный деятель и журналист Антон Коробков-Землянский, участники рок-группы «Animal ДжаZ» Александр Красовицкий, Евгений Ряховский и Сергей Kivin.

## Цензура
На портале было запрещено изображение обнаженного тела, вне зависимости от художественной ценности (включая картины). Пользователи, нарушавшие данное правило, наказывались, вплоть до удаления аккаунта. Как сообщалось в официальном «футубре» сервиса,
Мы боремся за качество контента на Футубре и хотим, чтобы ленту можно было без опаски и стыда открывать как в офисе при коллегах, так и дома при детях. Поэтому вся «клубничка» и спам будут удаляться.
Тем не менее, ссылки на ресурсы эротического содержания администрация не удаляла.